# Litio ferro fosfato
Il litio ferro fosfato (o LFP) è un composto inorganico avente formula chimica FeLiO4P.
Si presenta solitamente come una sostanza solida di colore grigio, rosso-grigio, marrone o nero, insolubile in acqua. Questo composto ha viene adoperato come componente fondamentale nelle batterie al litio ferro fosfato, un tipo di batteria agli ioni di litio, destinata all'uso negli utensili elettrici, nei veicoli elettrici, negli impianti di energia solare e nello stoccaggio di energia.
Il composto è presente anche in natura sotto forma di minerale trifilite, ma questo materiale non ha una purezza sufficiente per l'uso nelle batterie.